# Kantýna

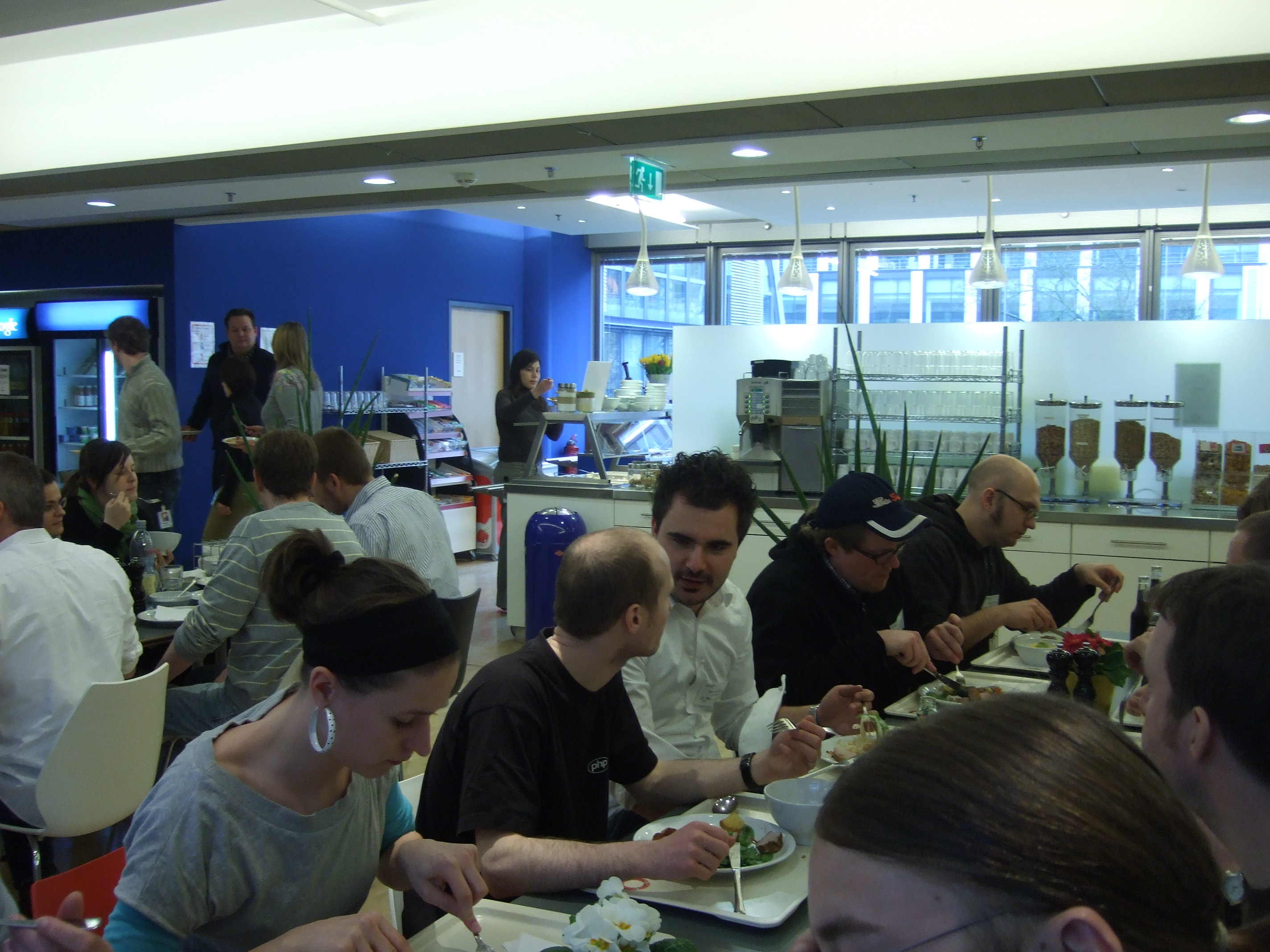
Oběd v kantýně

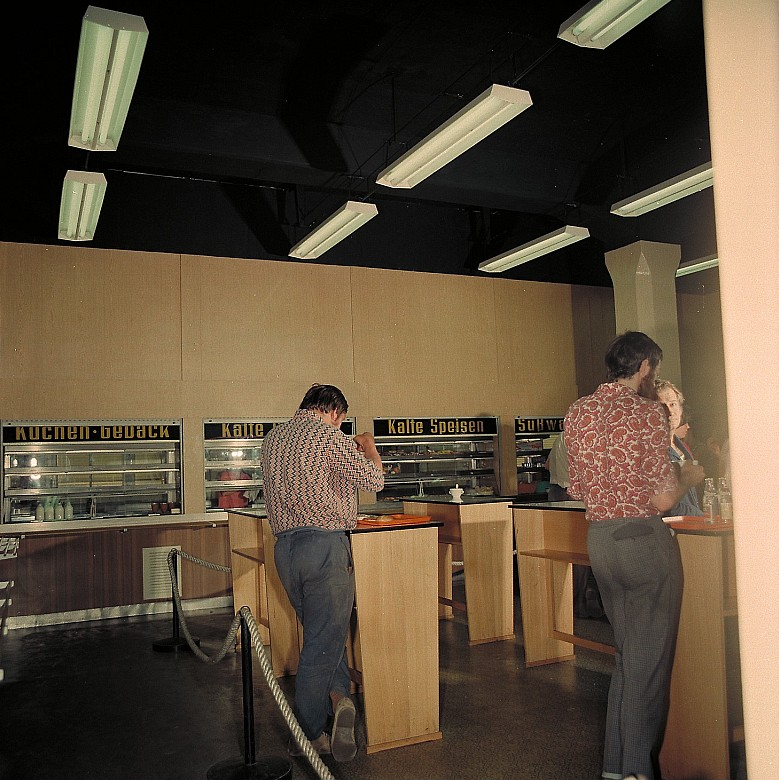
Kantýna z dob minulých

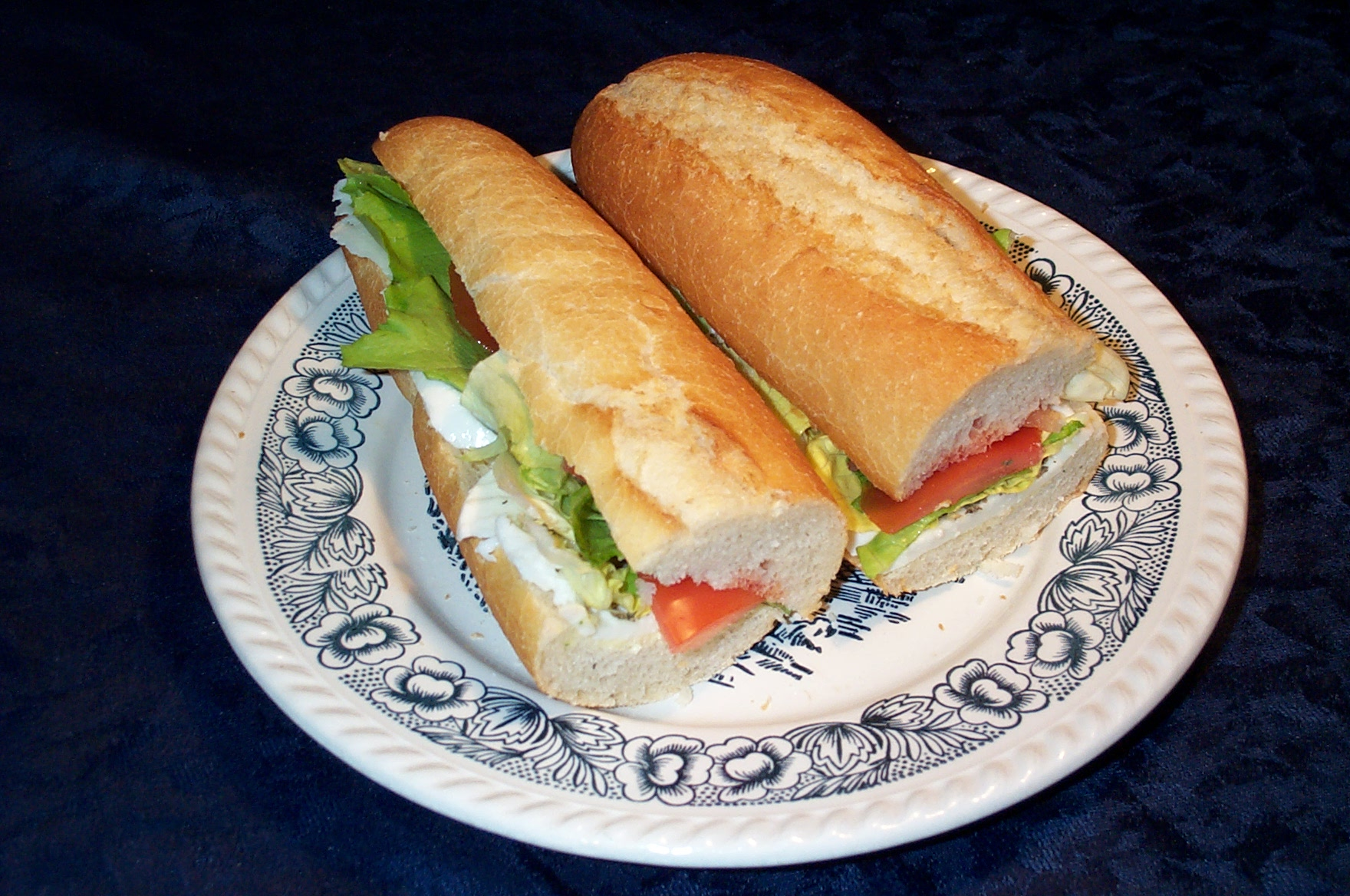
Obložená bageta - charakteristická strava českých kantýn

Kantýna je stravovací zařízení v prostorách firmy nebo veřejné instituce, kde je umístěna nabídka nápojů a pokrmů pro pracovníky této firmy nebo instituce. Počítá se se stravováním především o pracovních přestávkách. Běžně je kantýna přístupná pouze pracovníkům firmy nebo instituce a jejím návštěvníkům, nejde o zařízení volně přístupné veřejnosti. Jídlo v kantýnách může být zaměstnavatelem dotováno. Návštěvníci, kteří nejsou zaměstnanci, pak platí plnou cenu.
V zemích, kde je na školách zavedeno celodenní vyučování, jako je Francie, USA nebo Velká Británie, jsou kantýny obvyklé na všech školách. Hlavní a zásadní rozlišení kantýny od restaurace je ve formě obsluhy. Respektive kantýna je bez obsluhy a v restauraci, tedy většinou, obsluha je.

## Kantýny v podmínkách České republiky
Také v Česku se jako kantýna označují prodejny jídel a nápojů umístěné uvnitř firem a institucí a určené pouze pro vlastní pracovníky (studenty, učitele). Na rozdíl od závodní (školní) jídelny je kantýna otevřená po většinu provozní doby příslušné firmy nebo instituce. Prostorově může kantýna navazovat na jídelnu. Vzhledem k odlišné pracovní době bývá stavebně oddělená. Také sortiment se liší. Pro kantýny je typická nabídka odpovídající spíše bistru nebo kiosku. Kantýna nabízí mimo teplých jídel (polévky, ohřívané uzeniny, hamburgery) hlavně studená jídla: saláty, obložené bagety, balené i rozlévané nápoje a cukrovinky. Prodej může být buď s obsluhou nebo jen formou prodejních jídelních a nápojových automatů.
Kantýna v českém pojetí většinou nenabízí pro konzumaci místa k sezení, ale pouze k stání.